# Blarynki
Blarynki (Blarinellini) – plemię ssaków z podrodziny ryjówek (Soricinae) w obrębie rodziny ryjówkowatych (Soricidae).

## Zasięg występowania
Plemię obejmuje gatunki zamieszkujące Chińskiej Republice Ludowej, Wietnam i Mjanmę.

## Podział systematyczny
Do plemienia należą następujące występujące współcześnie rodzaje:
- Blarinella O. Thomas, 1911 – blarynka
- Parablarinella Bannikova, Jenkins, Solovyeva, Pavlova, Demidova, Simanovsky, Sheftel, Lebedev, Fang Yun, Dalen & Abramov, 2019

Opisano również rodzaje wymarłe:
- Alloblarinella Storch, 1995[7] – jedynym przedstawicielem był Alloblarinella europaea (Reumer, 1985)
- Alluvisorex Hutchison, 1966[8]
- Anchiblarinella Hibbard & Jammot, 1971[9] – jedynym przedstawicielem był Anchiblarinella wakeeneyensis Hibbard & Jammot, 1971
- Cokia Storch, 1995[10]
- Hemisorex Baudelot, 1967[11]
- Paenepetenyia Storch, 1995[12] – jedynym przedstawicielem był Paenepetenyia zhudingi Storch, 1995
- Petenyia Kormos, 1934[13]